# Glacier de Corbassière
Le glacier de Corbassière est un glacier de Suisse situé dans les Alpes valaisannes. Il mesure 9,8 km de long et 17,4 km2 de superficie. Il a une largeur moyenne d'un kilomètre. Il naît à plus de 4 000 mètres d'altitude, sur la face nord du Grand Combin et se termine à 2 300 mètres. Sur le côté droit de la partie inférieure du glacier, la cabane François-Xavier Bagnoud (2 641 m d'altitude), appartenant à la Bourgeoisie de Bagnes est un point de départ pour les ascensions et excursions sur glacier dans le massif du Grand Combin.

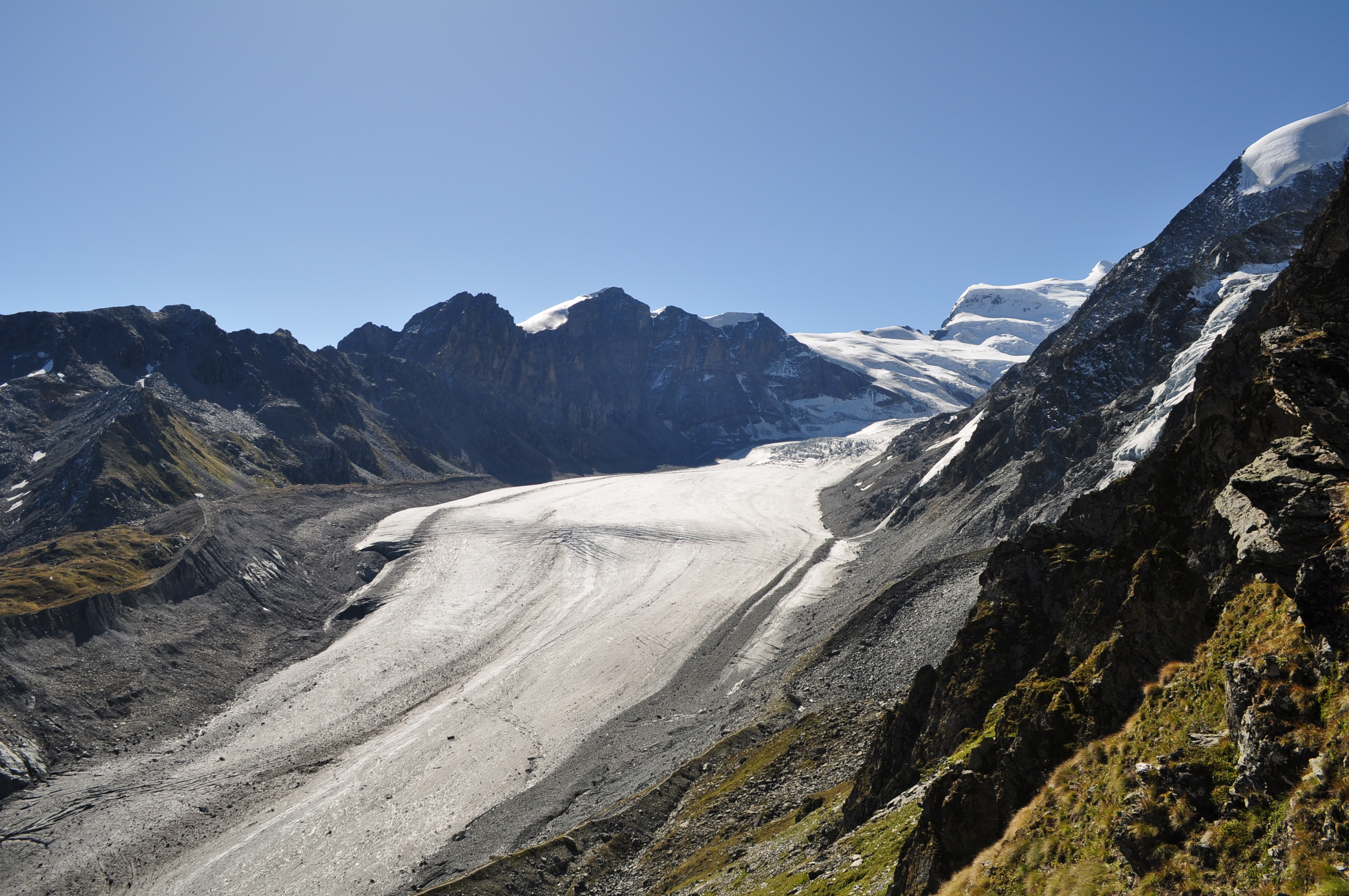
Glacier de Corbassière
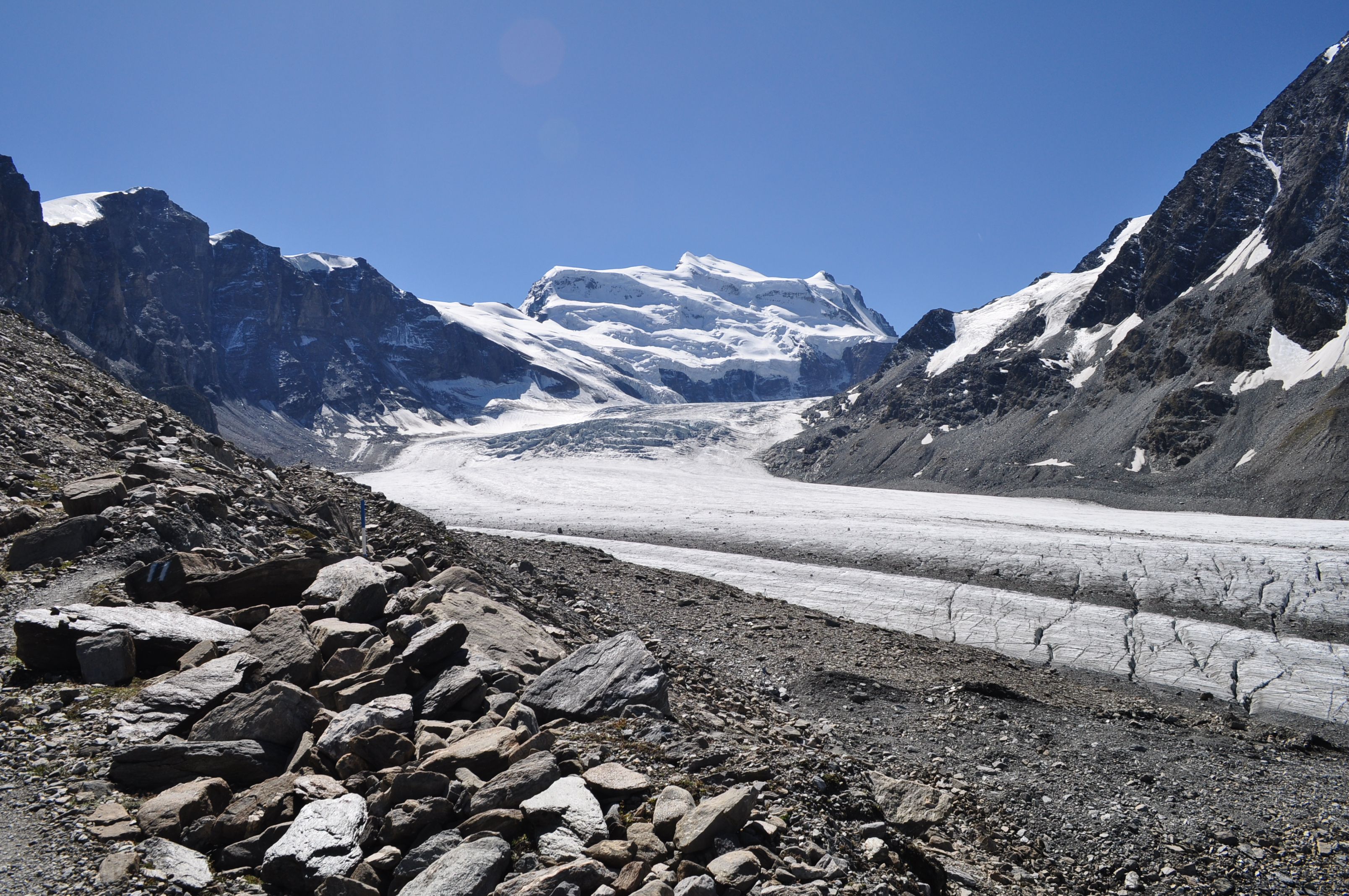
Glacier de Corbassière
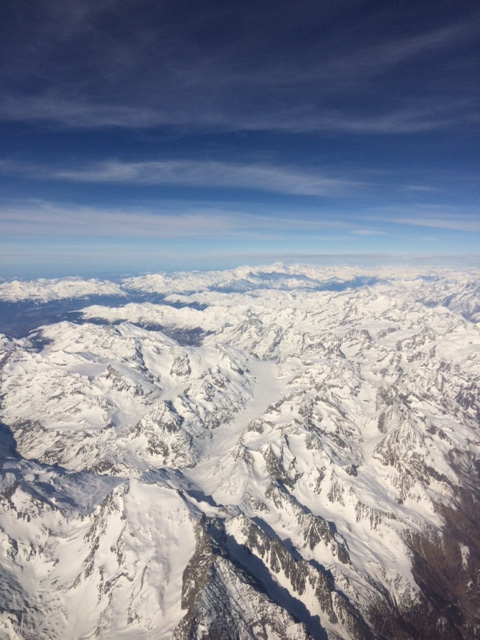
Vue aérienne du glacier de Corbassière et de son environnement (prise au mois de mars), depuis une altitude de 7 300 mètres.
Évolution du glacier en mètres. En vert, les différences de longueur cumulées. En rouge, les variations de longueur annuelles.